# Roxbury (New Hampshire)
Roxbury – miasto w Stanach Zjednoczonych, w stanie New Hampshire, w hrabstwie Cheshire.
Urodził się tutaj Nathan Ames (1826–1865) - amerykański wynalazca, poeta i prozaik.